# Косаревський
58°29′23″ пн. ш. 125°28′23″ сх. д. / 58.489722222222° пн. ш. 125.47305555556° сх. д.

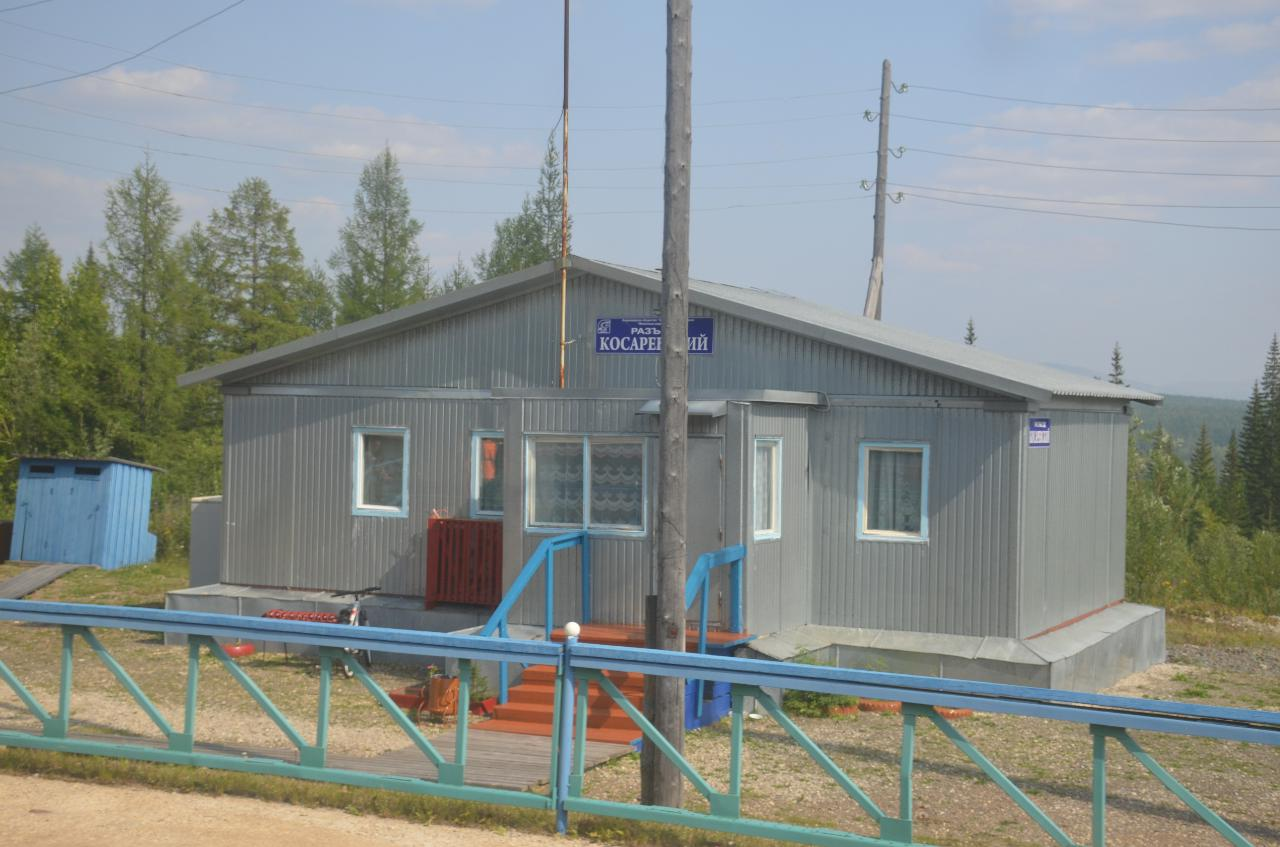
Вокзал

Косаревський (рос. Косаревский) — роз'їзд Якутської залізниці (Росія), розміщений на дільниці Нерюнгрі-Пасажирська — Нижній Бестях між роз'їздом Селігдар (відстань — 17 км) і станцією Алдан (16 км). Відстань до ст. Нерюнгрі-Пасажирська — 262 км, до транзитного пункту Тинда — 491 км.